# Rostán
Rostán (en latín: Rostagnus, en francés: Rostaing, en catalán: Rostany), fue el primer conde de Gerona documentado en fuentes históricas, quien gobernó entre el 785 y aproximadamente el 801, aunque algunos documentos sugieren que pudo haber mantenido su cargo hasta el 812. Su papel fue fundamental en la consolidación del dominio carolingio en los territorios de la Marca Hispánica, que comprendía el condado de Gerona y otros territorios fronterizos en el noreste de la península ibérica.

## Orígenes y contexto
El origen exacto de Rostán es incierto, aunque se presume que era un noble franco o visigodo que pudo haber escapado del dominio musulmán en la península ibérica y buscado refugio en territorio carolingio. Según algunos historiadores, podría identificarse con un personaje del mismo nombre, Rodestagnus, quien en el año 782 actuó como enviado de Carlomagno en Septimania, cuando presidió un juicio en Narbona junto con otros enviados reales. Durante este juicio, se devolvieron propiedades a la diócesis de Narbona, en un conflicto en el que Rostán actuó en nombre del rey franco.

## La creación del condado de Gerona
En el año 785, según la Crónica de Moissac, la nobleza visigoda de Gerona se rebeló y expulsó a la guarnición musulmana, entregando la ciudad al rey de los francos, Carlomagno. Este acto representó el primer paso en la expansión carolingia hacia la península ibérica, tras la derrota en Roncesvalles en el 778.
Carlomagno asignó a Gerona la categoría de condado y nombró a Rostán como su primer conde. Este nuevo territorio, que inicialmente incluía también los pagi de Ampurias y Besalú, se convirtió en un punto estratégico en la defensa y expansión de la Marca Hispánica.

## Consolidación del poder en Gerona
Como conde, Rostán fortificó las defensas de Gerona y promovió el asentamiento de refugiados visigodos en las tierras fronterizas del emirato cordobés, estableciendo lazos de cooperación con la población local. Estas medidas contribuyeron a consolidar el dominio franco en la región y a facilitar el flujo de población leal a la causa carolingia.

## Conflictos con el emirato de Córdoba
En 793, el emir Hisham I organizó una gran expedición contra los territorios de la Septimania y la Marca Hispánica, atacando Gerona. El ejército musulmán, comandado por Abd al-Malik y su hermano Abd al-Karim, asedió la ciudad, pero gracias a las preparaciones de Rostán, las fuerzas musulmanas no lograron conquistarla. Posteriormente, el ejército de Hisham avanzó hacia Narbona, devastando el área y enfrentándose a las fuerzas de Guillermo de Gellone, quien resultó derrotado en la batalla del río Orbieu. Sin embargo, el coste humano del ataque obligó al ejército musulmán a retirarse a al-Ándalus.

## Participación en la conquista de Barcelona
En la primavera de 800, Carlomagno organizó una campaña para capturar Barcelona, una ciudad aún bajo dominio musulmán. En la Vita Hludovici se narra cómo el ejército franco, liderado por Luis el Piadoso, rey de Aquitania, fue dividido en tres cuerpos. Uno de estos contingentes, liderado por Rostán, fue el primero en establecer el asedio de la ciudad. La ciudad cayó en manos de los francos en abril del 801, tras un asedio que duró varios meses, durante el cual los habitantes se vieron forzados a rendirse por hambre.

## Fin del gobierno y legado
El último registro histórico que menciona a Rostán en funciones data del año 801, aunque se desconoce la causa exacta de su retirada del cargo o de su muerte. Existen evidencias de que hacia el año 812, otro noble, Odilón, había asumido como conde de Gerona. No se sabe si Odilón tenía algún parentesco con Rostán o si fue designado directamente por la corte carolingia.
| Predecesor: Nuevo título | Conde de Gerona 785 - 801 (u 811) | Sucesor: Odilón |